# Aniel (Thorgal)
Pour les articles homonymes, voir Aniel.
Aniel est le trente-sixième tome de la série de bande dessinée Thorgal, écrit par Yann et dessiné par Grzegorz Rosiński et publié le 23 novembre 2018 chez Le Lombard.
Il fait la conclusion des séries dérivées Kriss de Valnor et Louve des Mondes de Thorgal, commencées en 2010 et 2011, dont les personnages se rejoignent dans cet album.

## Historique
Initialement prévu pour être scénarisé par Xavier Dorison, repreneur de la série en 2016 après le départ d'Yves Sente, Yann, également scénariste de deux séries des Mondes de Thorgal, reprend finalement le scénario après un conflit scénaristique avec le dessinateur, notamment autour de la mort d'Aniel, le fils de Thorgal. L'album devait originellement être intitulé Les Naufragés du ciel.
Il s'agit du dernier album de Thorgal illustré par Grzegorz Rosiński, qui décide de prendre sa retraite et de passer le flambeau à Fred Vignaux, dessinateur des deux derniers albums de Les Mondes de Thorgal - Kriss de Valnor. Il évoque des problèmes de santé et de ne plus pouvoir tenir le rythme de publication de la série. Après avoir tenté sans succès de revenir au dessin par crayonnage et encrage, Rosiński dessine finalement son dernier ouvrage par de la couleur directe, qu'il pratique déjà depuis une quinzaine d'années.
La couverture d'Aniel est dévoilée le 28 août 2018 par les éditions Le Lombard à Bruxelles, date à laquelle Rosiński annonce qu'Aniel est son dernier album sur Thorgal et qu'il passe la main à Fred Vignaux. Le 13 septembre une seconde couverture est dévoilée.
Aniel est tiré est à 150 000 exemplaires à sa sortie, avec la couverture dévoilée le 13 septembre. Une édition spéciale limitée à 2 500 exemplaires, enrichie d'un cahier graphique composé de dessins et croquis inédit et d'une couverture alternative (la première dévoilée, le 28 août) est imprimée en exclusivité pour les Espaces Culturels E.Leclerc.